# Тарасовская (Тарногский район)
Тарасовская — деревня в Тарногском районе Вологодской области.
Входит в состав Верховского сельского поселения, с точки зрения административно-территориального деления — в Верховский сельсовет.
Расстояние по автодороге до районного центра Тарногского Городка — 43 км, до центра муниципального образования Верховского Погоста — 2 км. Ближайшие населённые пункты — Макаровская, Павловская, Осташевская, Васютинская.
По переписи 2002 года население — 6 человек.